# Гжегож Марек Михалски
Гжегож Марек Михалски (на полски: Grzegorz Marek Michalski) e полски икономист, изследовател в Катедра „Мениджмънт, информатика и финанси“ във Вроцлавския икономически университет. Главни области на изследванията му са бизнес финанси и управление на финансовата ликвидност.
Михалски е професор по финанси. Голяма част от работата му е съсредоточена върху разбирането на предпоставките и динамиката на финансовата корпоративна ликвидност. В своите изследвания той разглежда стойността на фирмата и капиталовите разходи и резултати от политиката за управление на корпоративна ликвидност и стремежа към добра ликвидност на фирмите. Също така той изучава ефекта от корпоративната ликвидност върху избора на портфолио и корпоративни краткотрайни активи. Към момента, Гжегож Марек Михалски изучава решенията свързани с ликвидността на организации с нестопанска цел. Той се интересува от бизнес инвестициите при разчети с доставчици, инвентаризации и оперативни пари в брой. Последните му грантове и проекти разглеждат ефекта на ограничена ликвидност на организациите с нестопанска цел, решението на малките фирми да изравнят нивото на краткотрайните активи и въпроса дали да се използва тази информация на ниво определяне цената на капитала и оценка на бизнеса.

## Творчество
Гжегож Марек Михалски е автор на повече от 80 публикации и 10 книги. Той е член на редакторския екип на много международни списания, като Australasian Accounting Business & Finance Journal (AABFJ) ISSN: 1834-2000.

### Финансова ликвидност
- Гжегож Михалски (2013). Financial Liquidity in Small and Medium Enterprises (Płynność finansowa w małych i średnich przedsiębiorstwach in Polish). Warsaw: Polish Scientific Publishers PWN. ISBN 978-83-01-17289-3[2]
- Гжегож Михалски (2004). Value of Liquidity in Current Financial Management (Wartość płynności w bieżącym zarządzaniu finansami in Polish). Warsaw: CeDeWu. ISBN 83-87885-53-3
- Гжегож Михалски (2010). Strategic Liquidity Management (Strategiczne zarządzanie płynnością finansową in Polish). Warsaw:CeDeWu. ISBN 978-83-7556-167-8
- Гжегож Михалски (2004). Short-Run Capital Management (Krótkoterminowe zarządzanie kapitałem in Polish) (with Wiesław Pluta). Warsaw: Verlag C. H. Beck. ISBN 83-7387-406-2

### Бизнес финанси
- Гжегож Михалски (2004). Encyclopaedia of Financial Management (Leksykon zarządzania finansami in Polish). Warsaw: Verlag C. H. Beck. ISBN 83-7387-276-0
- Гжегож Михалски (2009). Business Financial Strategies (Strategie finansowe przedsiębiorstw in Polish). Gdansk: ODDK. ISBN 978-83-7426-567-6
- Гжегож Михалски (2010). Introduction to Business Financial Management (Wprowadzenie do zarządzania finansami przedsiębiorstwa in Polish). Warsaw: Verlag C. H. Beck. ISBN 978-83-255-1509-6
- Гжегож Михалски (2004). Fundamentals of Business Finance (Podstawy finansów przedsiębiorstw in Polish). Wroclaw: WSZ EDUKACJA. ISBN 83-87708-66-6
- Гжегож Михалски (2007). Financial Performance of Microfirm (Tajniki finansowego sukcesu dla mikrofirm in Polish) (with Katarzyna Prędkiewicz). Warsaw: Verlag C. H. Beck. ISBN ISBN 978-83-7483-885-6[3]

### Финансов анализ
- Гжегож Михалски (2009). Financial Statement Analysis (Ocena kontrahenta na podstawie sprawozdań finansowych in Polish). Gdansk: ODDK. ISBN 978-83-7426-509-6